# Gabriel Cusson
Gabriel Cusson (* 2. April 1903 in Roxton Pond bei Granby (Québec); † 18. April 1972 in Montreal) war ein kanadischer Komponist und Musikpädagoge.

## Leben und Wirken
Cusson studierte am Institut Nazareth in Montreal bei Gustave Labelle, Alfred Lamoureux, Arthur Letondal, Achille Fortier und Romain Pelletier. Mit einem Prix d’Europe setzte er seine Studien von 1924 bis 1930 an der École Normale de Musique in Paris bei Nadia Boulanger, Charles Panzéra und Diran Alexanian fort.
Nach seiner Rückkehr nach Kanada unterrichtete er zunächst Kontrapunkt, hier war Jean Papineau-Couture sein bekanntester Schüler. Von 1943 bis 1971 unterrichtete Gehörbildung er am Conservatoire de musique du Québec. Im Lauf der Jahre studierten bei ihm u. a. Gaston Arel, Raymond Daveluy, Kenneth Gilbert, Bernard Lagacé, Aline Letendre, Lucienne L’Heureux-Arel und Michel Perrault. In den 1950er Jahren war er Präsident der Académie de musique de Québec (AMQ).
Cusson komponierte eine Kantate, Schauspielmusiken, zwei Orchestersuiten, eine Serenade für Orchester, Motetten und Volksliedbearbeitungen.

## Werke
- À la gloire de Jeanne Mance, Kantate, 1942
- Antigone, Schauspielmusik
- Jonathas, Schauspielmusik
- Tobie, Schauspielmusik